# Freddy Cole
Freddy Cole, nome d'arte di Lionel Frederick Cole (Chicago, 15 ottobre 1931 – Atlanta, 27 giugno 2020), è stato un cantante e pianista statunitense.
Incise prevalentemente dischi jazz insieme alla sua formazione Freddy Cole Quartet, con cui si esibì per oltre mezzo secolo. I tour di Cole toccarono gli Stati Uniti, l'Europa, l'Estremo Oriente e il Sudamerica.
Era fratello dei musicisti Nat King Cole e Ike Cole, nonché padre di Lionel Cole e zio di Natalie Cole.

## Biografia
Cole nacque da Edward e Paulina Cole, e crebbe con i fratelli Eddie, Ike e Nat King Cole. Iniziò a suonare il pianoforte all'età di sei anni, nella città natale, proseguendo poi gli studi musicali presso la Juilliard School of Music a New York.
Dopo il discreto successo di Whispering Grass nel 1953, seconda canzone da lui incisa, Cole trascorse diversi mesi in tour con Johnny Coles e Benny Golson. Collaborò poi con Grover Washington Jr. e registrò jingles per varie aziende, tra cui Turner Classic Movies.
Cole fu particolarmente in auge nella seconda metà degli anni 70 e per tutti gli anni 90. Una delle sue più fortunate canzoni, I Loved You, fu anche inserita nella colonna sonora della telenovela brasiliana Dancin' Days.
Nel 2006 gli venne dedicato il documentario The Cole Knows Nobody. L'anno dopo entrò nella Georgia Music Hall of Fame.
Nel luglio 2009 Cole pubblicò una registrazione con il proprio quartetto (formato da Cole, Randy Napoleon, Curtis Boyd ed Elias Bailey), insieme al sassofonista Jerry Weldon e al pianista John DiMartino, suonando dal vivo al club jazz Dizzy nel Lincoln Center.
Il suo album del 2010, Freddy Cole Sings Mr. B, nominato per il Grammy nella categoria Miglior Album Jazz Vocal, è dedicato a colui che Cole ha sempre considerato il proprio maestro, Billy Eckstine, soprannominato appunto "Mr.B".
Cole è morto nel giugno del 2020, a 88 anni, per problemi cardiovascolari.

## Discografia parziale

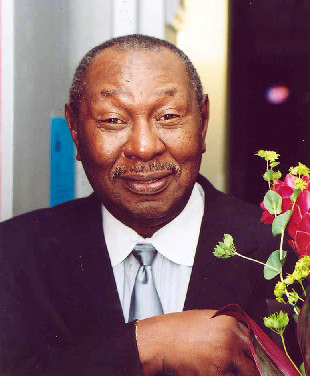
Freddy Cole nel 2003

- 1964: Waiter, Ask the Man to Play the Blues (Dot)
- 1969: On Second Thought
- 1975: Freddy Cole's Christmas Dreams
- 1976: The Cole Nobody Knows
- 1976: The Way Freddy Cole Sings
- 1978: One More Love Song (Decca)
- 1978: I Loved You
- 1979: Freddy Cole Latino (Som Livre)
- 1980: Right from the Heart (Decca)
- 1983: Like a Quiet Storm
- 1987: Appearing Nightly
- 1991: I'm Not My Brother, I'm Me (Sunnyside)
- 1992: Live at Birdland West
- 1994: Live at Vartan Jazz
- 1995: I Want a Smile for Christmas (Fantasy)
- 1995: Always (Fantasy)
- 1995: This Is the Life (Muse)
- 1996: A Circle of Love (Fantasy)
- 1997: To the Ends of the Earth (Fantasy)
- 1998: Love Makes the Changes (Fantasy)
- 1999: Le Grand Freddy (Fantasy)
- 2000: Merry-Go-Round  (Telarc)
- 2001: Rio de Janeiro Blue (Telarc)
- 2003: In the Name of Love (Telarc)
- 2005: This Love of Mine (HighNote)
- 2006: Because of You (HighNote)
- 2007: Music Maestro Please (HighNote)
- 2009: The Dreamer in Me: Live at Dizzy's Club (HighNote)
- 2010: Freddy Cole Sings Mr. B (HighNote)
- 2011: Talk to Me (HighNote)
- 2013: This and That (HighNote)'
- 2014: Singing the Blues (HighNote)
- 2016: He Was the King (HighNote)
- 2018: My Mood Is You (HighNote)